# Cobbtown
Cobbtown je město v Tattnall County, v Georgii, ve Spojených státech amerických. V roce 2011 žilo ve městě 351 obyvatel.

## Demografie
Podle sčítání lidí v roce 2000 žilo ve městě 311 obyvatel, 139 domácností a 91 rodin. V roce 2011 žilo ve městě 172 mužů (49,0%), a 179 žen (51,0%). Průměrný věk obyvatele je 48 let.